# Arya Stark

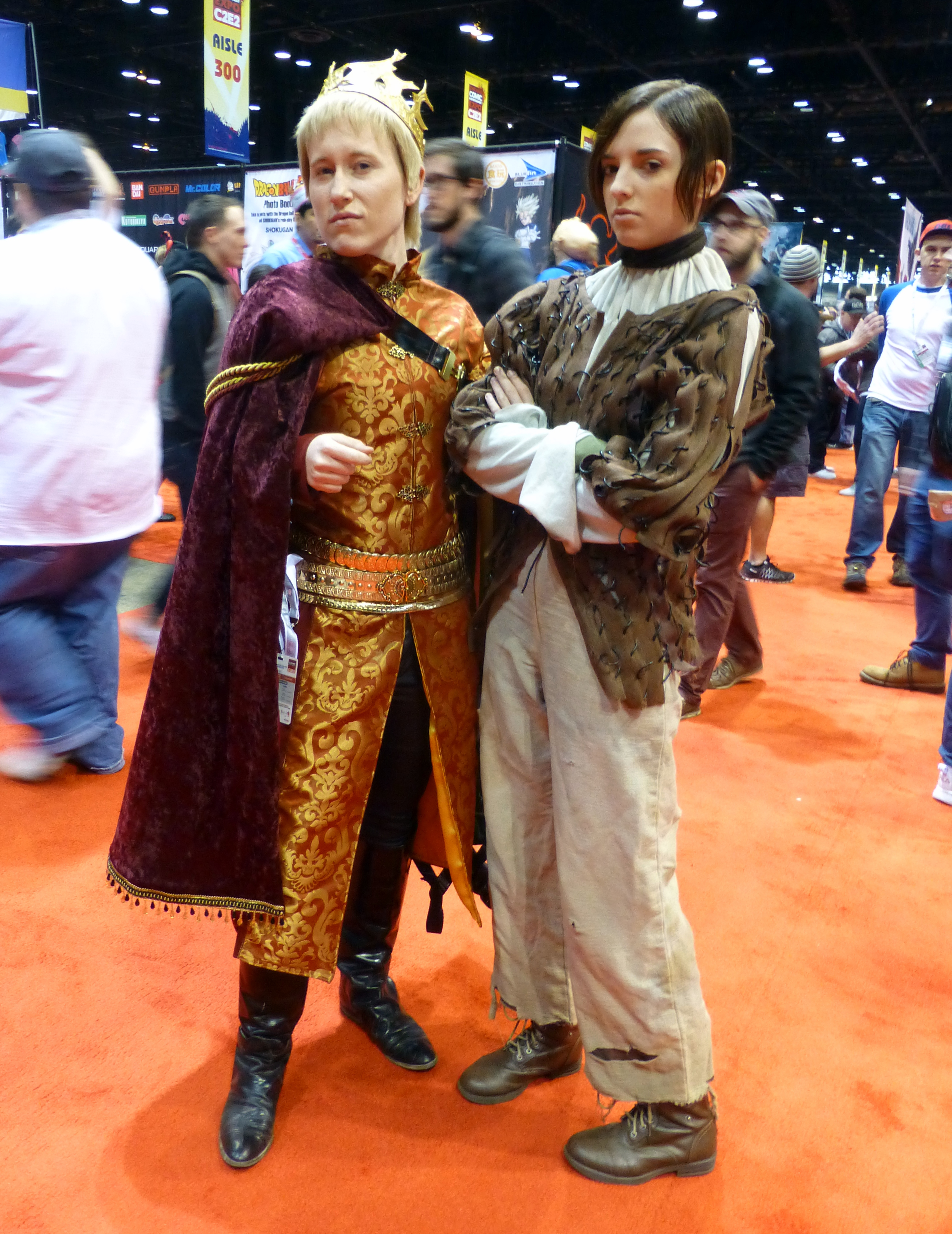
En cosplayer klädd som Arya Stark (till höger).

Arya Stark är en karaktär i bokserien Sagan om is och eld och TV-serien Game of Thrones, som baseras på böckerna.
Arya, som introducerades Kampen om järntronen (1996), är det tredje barnet och yngre dotter till Lord Eddard Stark och hans maka Lady Catelyn Stark. Hon är en pojkflicka, envis, lättretlig, självständig, föraktar traditionella kvinnliga sysselsättningar och misstas ofta för en pojke. Hon har en värja med namnet Nål, en gåva från hennes halvbror Jon Snow, och tränas i Braavosi-stilen för svärdstridighet av Syrio Forel.
Arya framställs av skådespelerskan Maisie Williams i TV-anpassningen Game of Thrones. Williams framträdande har fått uppskattning från kritiker, särskilt under andra säsongen för hennes arbete mitt emot veteranskådespelaren Charles Dance (som spelade Tywin Lannister) när Arya fungerade som Tywins munskänk, liksom den sista säsongen trots säsongens blandade recensioner.

## Karaktär

### Bakgrund
Arya föddes 289 AC ("efter (Aegons) erövring") som det tredje barnet och yngsta dottern till Lord Eddard och Lady Catelyn Stark i Vinterhed, ståthållare i Norden. Hon är nio år gammal i början av bokserien. Hon har fem syskon: en äldre bror Robb, en äldre syster Sansa, två yngre bröder Bran och Rickon och en äldre oäkta halvbror, Jon Snow.

### Beskrivning
Arya är vänsterhänt och begåvad i summor och hushållning, och är utmärkt på ridning. Till skillnad från hennes mer lovordade äldre syster Sansa, som föredrar aktiviteter som traditionellt passar en adelskvinna och uttrycker förakt för utomhusaktiviteter, visar Arya inget intresse för dans, sång och sömnad, och njuter av strider och utforskning. Hon beskrivs som "vargblodig", rättfram, impulsiv och "alltid svår att tämja" av sin mor.

## TV-anpassning
Arya Stark framställs av skådespelerskan Maisie Williams i TV-anpassningen av bokserien, detta var Williams första roll som skådespelerska. Williams valdes bland 300 skådespelerskor över Storbritannien.